# Rune Høydahl
Rune Christopher Høydahl (Drammen, 10 de diciembre de 1969) es un deportista noruego que compitió en ciclismo de montaña en la disciplina de campo a través. Ganó una medalla de plata en el Campeonato Mundial de Ciclismo de Montaña de 1996.

## Palmarés internacional
| Campeonato Mundial | Campeonato Mundial | Campeonato Mundial | Campeonato Mundial |
| Año                | Lugar              | Medalla            | Competición        |
| ------------------ | ------------------ | ------------------ | ------------------ |
| 1996               | Cairns (Australia) | Medalla de plata   | Campo a través     |